# جامعة قسنطينة 1 -منتوري
جامعة قسنطينة 1 وتسمى أيضا بـ"جامعة الإخوة منتوري" (بالإنجليزية:Univercity Mentouri Constantine) هي جامعة حكومية جزائرية تأسست في 29 مارس 1968.

## الموقع
تقع جامعة منتوري بمدينة قسنطينة، على الطريق الرابط بين مطار محمد بوضياف بوسط المدينة. بمساحة تقدر ب 544660 م²، موزعين على 13 حرم جامعي و08 كليات و 38 قسم يوفرون ما لايقل على 98 تخصص.

## التاريخ
صمم مخططات الجامعة المهندس المعماري البرازيلي الشهير أوسكار نيماير، وأنجزت المشروع مؤسسة أكوتيك. وبدأت النشاطات البيداغوجية في سبتمبر 1971.
حاليا، أصبحت جامعة منتوري من بين أكبر جامعات الجزائر.
أنشئت جامعة منتوري قسنطينة بمقتضى الأمر رقم 69-54 الصادر في 17 جوان 1969 في زمن الرئيس الراحل هواري بومدين، وهو تاريخ مهم بالنسبة للجامعة حيث حصلت فيه على استقلاليتها بعد أن كانت عبارة عن مركز جامعي تابع لـجامعة الجزائر العاصمة تتوقف مهمته في تدريس عدد محدود من التخصصات كالأدب والحقوق والطب.
بعد هذا التاريخ فتحت الجامعة العديد من التخصصات العلمية وتوسعت من سنة إلى أخرى، حيث أن الجامعة حاليا تتشكل من تسع مجمعات موزعة في مناطق مختلفة من ولاية قسنطينة بعد أن كانت تقتصر على المقر المركزي للجامعة الذي يتكون من:
1. عمارة الأقسام وتشمل 04 مدرجات كبيرة لتقديم المحاضرات، و120 قاعة للأعمال الموجهة والتطبيقية .
2. عمارة العلوم وتشمل 10 مخابر علمية لإجراء التطبيقات في مواد الكيمياء والفيزياء والبيولوجيا.
3. 13 مدرج لتقديم المحاضرات في جميع التخصصات.

وجميع هذه الهياكل موزعة على ثلاثة مستويات (الطابق الأول، والطابق الأرضي، والطابق تحت الأرض ) .
1. البرج الإداري ويتكون من 23 طابق مخصصة للمصالح الإدارية للجامعة .
2. المكتبة المركزية للجامعة تتكون من قاعة كبيرة للمطالعة في الطابق الأرضي، أما الطابق تحت الأرض فقد خصص للمخازن ومقرات إدارة المكتبة .

طابع بريدي يظهر فيه البرج الإداري لجامعة قسنطينة 1

بدأت جامعة منتوري قسنطينة تعرف تطورا وتوسعا في جميع المجالات مع تزايد عدد الطلبة والأساتذة، حيث أعطت اهتماما بالغا لتكوين الأساتذة من خلال فتح الدراسات العليا في جميع التخصصات، وإيفاد بعثات علمية للتكون وتحضير الشهادات العليا بـفرنسا وبريطانيا وأمريكا وغيرها، من جهة أخرى أيضا خصصت الجامعة عدد هام من التربصات العلمية للأساتذة بالخارج وهذا للبحث العلمي من خلال إنشاء عدد معتبر من المخابر العلمية في مختلف التخصصات، وفتح المجال لهيكلة الأساتذة الباحثين في مشاريع بحث يتكون الواحد منها من خمسة أساتذة على الأكثر يقومون بالبحث بشكل جماعي ومنسق في موضوع معين . وفي الإطار نفسه مشروعات مشاريع البحث للتخصص الواحد في مخبر للبحث، بحيث أصبح لكل قسم بالجامعة مخبر واحد للبحث على الأقل .

يُظهر الوجه الخلفي للورقة النقدية البرج الإداري للجامعة.

في 31 مارس 1983 بموجب المرسوم رقم 83-69 أصدر البنك الجزائري ورقة نقدية بقيمة 200 دينار جزائري يظهر على الوجه الخلفي للورقة منظر طبيعي لمدينة قسنطينة بالإضافة إلى البرج الإداري للجامعة.
في سنة 24 ديسمبر 1987 أصدرت وزارة البريد والمواصلات طابعا بريديا ذو قيمة 2.90 دينار جزائري يظهر فيه البرج الإداري للجامعة الذي رُسم من قبل قمر الدين كريم، وتم سحب الطابع في 17 أكتوبر 1991.

## الإحصاء
تضم جامعة منتوري حاليا 38683 طالب مسجلين في مستوى التدرج، و2420 طالبا في مستوى ما بعد التدرج. يبلغ عدد الهيئة التدريسية بالجامعة 1773 أستاذا من رتب مختلفة، في حين يبلغ عدد الموظفين الإداريين 1469 موظفا، من بينهم 1306 موظفا إداريا، و163 تقنيا.

## الكليات والمعاهد
- كلية علوم التكنولوجيا[8]
- كلية الآداب واللغات
- كلية علوم الطبيعة والحياة
- كلية الحقوق
- كلية العلوم الدقيقة
- كلية علوم الأرض
- معهد التغذية والأغذية وتكنولوجيات الأغذية الزراعية
- معهد العلوم البيطرية
- معهد العلوم والتقنيات التطبيقية

## الخريجين البارزون
- مريم مرادسي (وزيرة الثقافة سابقا)
- زبيدة عسول (محامية، وسياسية)
- أبو جرة سلطاني (سياسي)
- أنور بن مالك (كاتب، وصحفي)
- فضيلة الفاروق (كاتبة)
- حبيب تنقور (كاتب، وشاعر وعالم إجتماع)
- موني بوعلام (ممثلة)

## وصلات خارجية
- الموقع الرسمي للجامعة.
- جامعة قسنطينة 1 على قاعدة بيانات الاتحاد الدولي للجامعات (بالإنجليزية).
- جامعة قسنطينة 1 على موقع تصنيف كيو إس للجامعات العالمية (بالإنجليزية).
- جامعة قسنطينة 1 على تصنيف مجلة تايمز للتعليم العالي للجامعات العالمية (بالإنجليزية).